# Kulikovski (Krasnodar)
Kulikovski (del ruso: Куликовский) es un jútor del raión de Leningrádskaya del krai de Krasnodar, en Rusia. Está situado de un afluente por la derecha del río Sosyka, tributario del Yeya, 11 km al este de Leningrádskaya y 149 km al nordeste de Krasnodar, la capital del krai. 
Es cabeza del municipio Kulikovskoye.

## Historia
Fue fundado en 1910 por cosacos de Kisliakóvskaya.